# Eva von der Osten

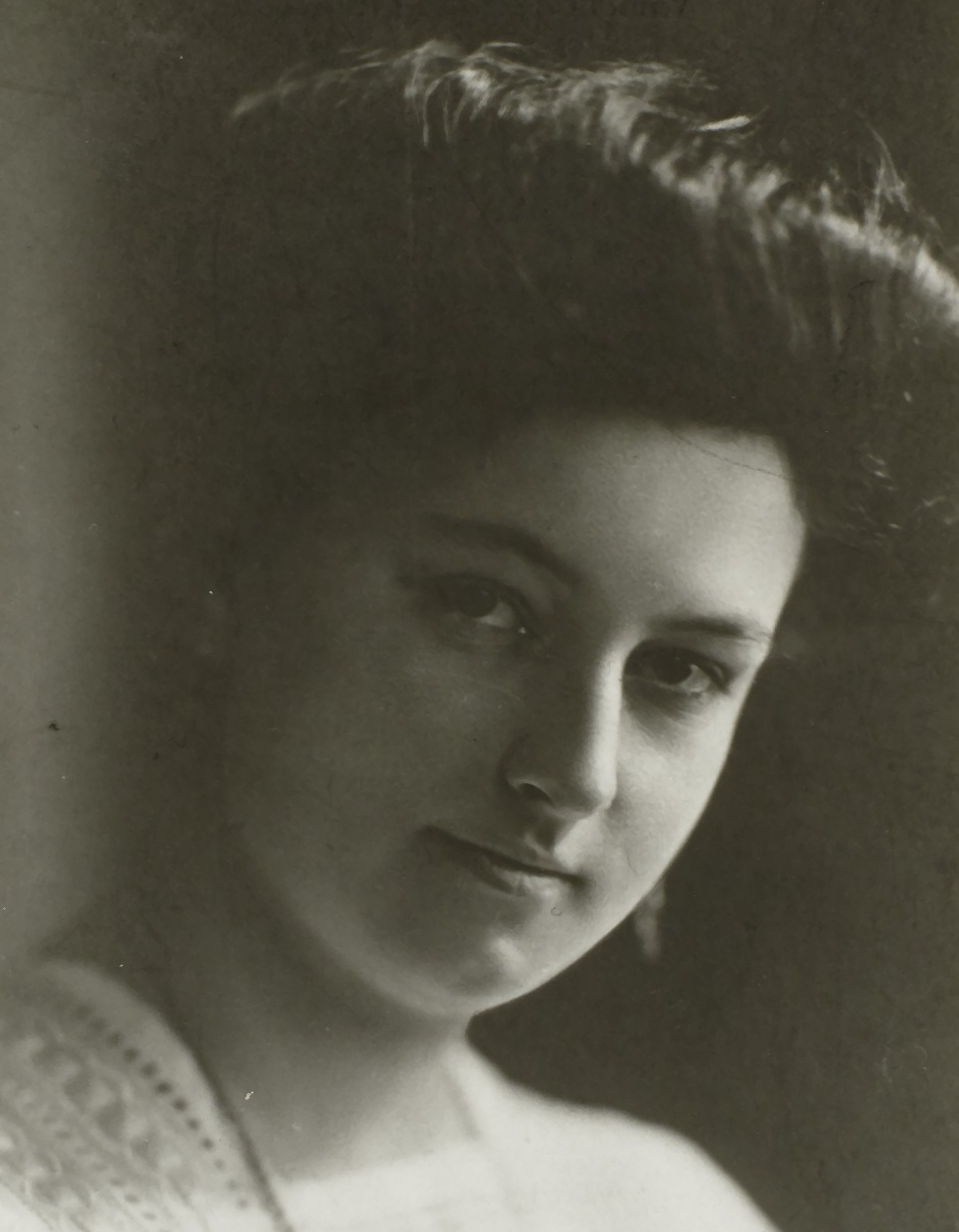
Eva von der Osten

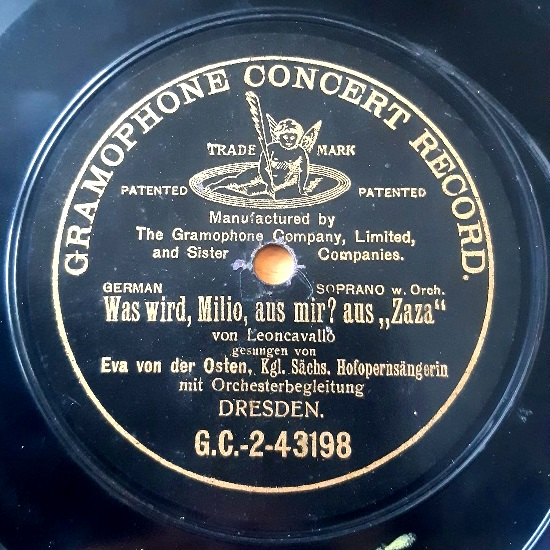
Schallplatte von Eva von der Osten (Dresden 1908)

Eva Helga Bertha von der Osten, verheiratete Eva Plaschke-von der Osten (* 19. August 1881 auf Helgoland; † 5. Mai 1936 in Kurort Hartha) war eine deutsche Opernsängerin (Sopran) und -regisseurin.

## Leben
Sie war die Tochter der Schauspieler Emil von der Osten (1847–1905) und Rosa von der Osten-Hildebrandt (1850–1911).
Eva von der Osten debütierte 1902 an der Dresdner Hofoper und wirkte dort bis zum Ende ihrer Laufbahn im Jahr 1933. Sie sang den Octavian bei der Uraufführung des Rosenkavaliers von Richard Strauss im Januar 1911. Auch als Regisseurin war sie tätig,  bei der Uraufführung der Arabella von Richard Strauss. Sie war der Publikumsliebling in Dresden und sang alle wichtigen Partien ihres Fachs. Gastspiele führten sie an führende europäische Häuser. Von 1923 bis 1924 trat sie mit großem Erfolg vor allem in Wagner-Partien, als Mitglied der von dem berühmten Dirigenten Leo Blech geleiteten reisenden „German Opera Company“ in Nordamerika auf, unter anderem als Isolde in Tristan und Isolde.

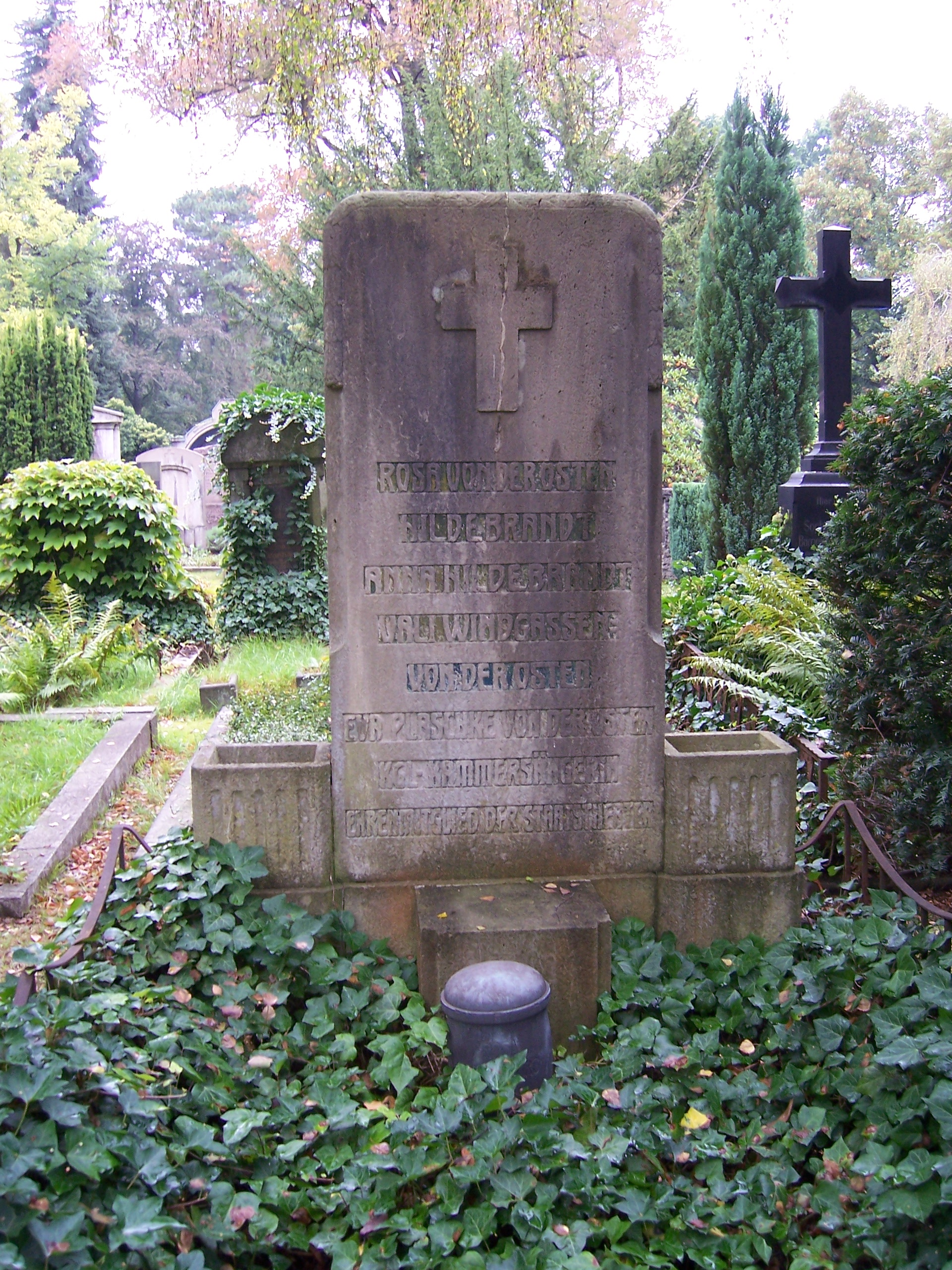
Grabstätte der Schwestern Vali und Eva sowie ihrer Mutter Rosa von der Osten

Eva von der Osten wohnte ab 1917 in Dresden-Blasewitz (heute: Regerstraße 3), war mit dem Bariton Friedrich Plaschke (1875–1952) verheiratet und trug ab der Eheschließung den Namen Eva Plaschke-von der Osten. Als sie 1927 zurücktrat, hatte sie in ihrer 25-jährigen Karriere insgesamt über 2500 Auftritte. Sie starb 1936 auf ihrem Landsitz in Kurort Hartha (heute: Talmühlenstraße 49), wohin sie 1925 gezogen war. Ihre letzte Ruhestätte fand sie auf dem Johannisfriedhof in Dresden-Tolkewitz neben ihrer Mutter und ihrer Schwester, der Sängerin Vali von der Osten. Der Tenor Wolfgang Windgassen war ihr Neffe.
Eva von der Osten hinterließ Aufnahmen für G&T (Berlin 1905), Gramophone (Dresden 1908–09 und Berlin 1909–12), Odeon (Berlin 1911, Szenen aus dem Rosenkavalier) und Pathé (Dresden 1912).